# Магадан (порт)
Морской порт Магадан — российский морской порт Магадана, расположен в бухте Нагаева Тауйской губы, северное побережье Охотского моря.
В порту имеется тринадцать причалов, из которых три для нефтепродуктов, два для контейнеров, и восемь — для других грузов.
Стивидорные компании — ОАО «Магаданский морской торговый порт», ООО «Аржан», ООО «Магаданнефто», ООО «Тосмар».

## Грузооборот
| Грузооборот тыс. т | Грузооборот тыс. т | Грузооборот тыс. т | Грузооборот тыс. т | Грузооборот тыс. т | Грузооборот тыс. т | Грузооборот тыс. т | Грузооборот тыс. т | Грузооборот тыс. т | Грузооборот тыс. т | Грузооборот тыс. т | Грузооборот тыс. т | Грузооборот тыс. т |
| 2003               | 2004               | 2005               | 2006               | 2007               | 2008               | 2009               | 2010               | 2011               | 2012               | 2020               | 2021               | 2022               |
| ------------------ | ------------------ | ------------------ | ------------------ | ------------------ | ------------------ | ------------------ | ------------------ | ------------------ | ------------------ | ------------------ | ------------------ | ------------------ |
| 1 005,7            | ▼997,1             | ▲1 065,9           | ▲1 108,2           | ▼1 075,3           | ▲1 092,9           | ▼988,8             | ▲1 127,8           | ▲1 222,2           | ▲1300              | 1630               | 1720               | 1726               |

## История
- 6 декабря 1933 года был установлен первый ряж, позволяющий производить швартовку одного судна.[4]
- 1932 год — построен пирс.
- В апреле 1935 г. сдан второй причал морского порта длиной 77 м
- 1947 г. — в акватории бухты Нагаева взорвался груженый взрывчаткой пароход «Генерал Ватутин»[5]. Техника, грузы, портовые сооружения, хозяйственные и административные здания — всё было уничтожено взрывной волной.
- В 1977 году приказом порт Нагаево был переименован в Магаданский морской торговый порт.
- 3 апреля 1981 года Магаданский морской торговый порт был награждён орденом «Знак Почёта».
- 1980-е годы — сложились существующие границы порта, которые охватывают территорию общей площадью 32 га с размещёнными на ней объектами портовой инфраструктуры. На это время приходится и пик перевалки грузов в морском порту Магадан — свыше 4 млн тонн.
- 1993 — Распоряжением Совета Министров Правительства Российской Федерации от 30.08.1993 № 1551-р Магаданский морской торговый порт открыт для международного морского грузового и пассажирского сообщения.
- В 2009 году установлены границы порта Магадан, порт внесён в реестр морских портов России.
- Грузооборот ОАО Магаданский морской торговый порт составил 1189,7 тыс.т в 2020, 1254 тыс.т в 2021 и 1409 тыс.т в 2022.